# Ophthalmosaurus
Ophthalmosaurus (som betyder ”ögonödla” på grekiska) är ett släkte av fisködlor från Juraperioden (165 till 145 miljoner år sedan), uppkallad efter sina extremt stora ögon. 

Den hade en delfinformad kropp som kunde bli upp till 13,5 meter lång. Ophthalmosaurus käke med mycket små tänder i främre ändan och inga alls längre bak var väl anpassad för att fånga bläckfisk, de stora ögonen tyder på att den fiskade på stort djup. De främre fenorna var starkare änd be bakre och visar att den måste använt de främre fenorna till att styra. Många fossila fynd av detta släkte har registrerats i England, Frankrike, i Nordamerika och i Argentina.